# Evania nurseana
Evania nurseana är en stekelart som beskrevs av Cameron 1906. Evania nurseana ingår i släktet Evania och familjen hungersteklar. Inga underarter finns listade i Catalogue of Life.